# Dicranomyia (Euglochina) arachnobia
Dicranomyia (Euglochina) arachnobia is een tweevleugelige uit de familie steltmuggen (Limoniidae). De soort komt voor in het Oriëntaals gebied.